# Josep Lluís Grau Vallès
Josep Lluís Grau Vallès (Puertomingalvo, 26 de marzo de 1956) es un maestro y político socialista español, diputado al Congreso en la X Legislatura y senador desde las elecciones generales de 2015 por la circunscripción electoral de Castellón.

## Biografía
Graduado en Magisterio por la Escuela de Magisterio de Castellón y licenciado en Humanidades por la Universidad Jaime I, ha sido un activo militante del Sindicato de Trabajadores de la Enseñanza y de la Unión General de Trabajadores (UGT), ocupando el cargo de secretario general del sindicato en Castellón de 2008 a 2012, período en el cual también lo fue en la agrupación del Partido Socialista Obrero Español (PSPV-PSOE). Fue elegido concejal del ayuntamiento castellonense en las elecciones de 2007 y 2011.
En junio de 2015 sustituyó en su escaño en el Congreso de los Diputados al diputado socialista Ximo Puig, tras haber sido este elegido Presidente de la Generalidad Valenciana después de las elecciones a Cortes Valencianas. Ha sido portavoz adjunto de la Comisión de Educación y Deportes y vocal de la Comisión de Trabajo y Seguridad Social. Desde las elecciones generales de 2015 es senador.